# Birgeria
Birgeria — викопний рід риб ряду Палеоніскоподібні (Palaeonisciformes), що існував у тріасовому періоді. Скам'янілі рештки представків роду знайдені в Європі, Гренландії, Китаї та США.

## Опис
Морська хижа риба. Найбільші екземпляри сягали 2-х метрів завдовжки. У риби був досить великий рот з численними зубами різної довжини.

## Види
- B. acuminata — Європа
- B. mougeoti — Європа
- B. stensioei — Європа
- B. liui — Китай
- B. groenlandica — Гренландія
- B. americana — Невада, США